# Нижна-Воля
Нижна-Воля (словац. Nižná Voľa) — село и одноимённая община в округе Бардеёв Прешовского края Словакии.

## История
Впервые упоминается в 1310 году.
В селе есть церковь Рождества Девы Марии, построенная в стиле классицизма, которую использует греко-католическая и римо-католическая община.

## Население
| Год:                | 1994 | 2004     | 2014    | 2024    |
| ------------------- | ---- | -------- | ------- | ------- |
| Количество человек: | 270  | 298      | 288     | 269     |
| Разница:            |      | +10,37 % | −3,35 % | −6,59 % |

В селе проживает 290 человек.
Национальный состав населения (по данным последней переписи населения 2001 года):
- словаки — 100,0%

Состав населения по принадлежности к религии состоянию на 2001 год:
- римо-католики — 68,49%,
- протестанты — 18,49%,
- греко-католики — 11,30%,
- православные — 0,68%,